# Dodecadodecàedre xato
En geometria, el dodecadodecàedre xato és un políedre uniforme no convex indexat com a U40. Té un símbol de Schläfli sr{5/2,5}, com un gran dodecàedre xato.